# Emilia Lepida (prawnuczka Augusta)
Emilia Lepida, Aemilia Lepida (ur. 4/3 p.n.e.; zm. 53 n.e.) - córka Julii Agrypiny, prawnuczka cesarza Oktawiana Augusta.
W młodych latach zaręczona z przyszłym cesarzem Klaudiuszem, ale narzeczeństwo zerwał cesarz August, gdy jej rodzice wypadli z jego łask. W 8 jej matka Julia została wygnana (podobnie jak jej matka), w 14 jej ojciec został stracony za udział w spisku przeciwko Augustowi. W 13 lub 14 poślubiła Marka Juniusza Sylana, członka starego rodu rzymskiego. Została stracona w 53 r. w wyniku intryg Agrypiny Młodszej.

## Wywód przodków
| 4. Paulus Emiliusz Lepidus, cenzor 22 p.n.e. |  |                            |  |  |                  |
|                                              |  | 2. Lucjusz Emiliusz Paulus |  |  |                  |
| 5. Kornelia                                  |  |                            |  |  |                  |
|                                              |  |                            |  |  | 1. Emilia Lepida |
| 6. Marek Agryppa                             |  |                            |  |  |                  |
|                                              |  | 3. Wipsania Julia Agrypina |  |  |                  |
| 7. Julia                                     |  |                            |  |  |                  |
|                                              |  |                            |  |  |                  |

## Małżeństwa i potomkowie
- 1x:Marek Juniusz Sylan Torkwat
  - Marek Juniusz Sylan Torkwat
    - Lucjusz Torkwat

  - Decymus Juniusz Sylan Torkwat
  - Lucjusz Juniusz Sylan
  - Junia Lepida
  - Junia Kalwina